# Jogo eletrônico de console
Um jogo de console é uma forma de multimídia interativa usada para o entretenimento. O jogo consiste na manipulação de imagens (e ocasionalmente sons) geradas por um console de videogame, e exibidas em uma televisão ou outro sistema similar de áudio-vídeo. O jogo por si só é normalmente controlado usando um dispositivo portátil conectado ao console chamado de controlador de jogo. Um controlador, ou controle, geralmente contém um número de botões e controles direcionais (como os joystricks analógicos) cada um desdes tendo um propósito em interagir com a manipulação de imagens na tela. O exibidor, alto-falantes, console, e controles de um console também podem ser incorporados em um pequeno objeto conhecido como cosole portátil.